# Curtiss XP-55 Ascender
Curtiss XP-55 Ascender (Model 249C) byl prototyp stíhacího letounu, vyvíjený firmou Curtiss na základě specifikací USAAC s označením R-40C, vydaných 27. listopadu 1939. Ty požadovaly výkonný stíhací letoun nekonvenční konstrukce. V soutěži XP-55 soupeřil ještě s projekty Vultee XP-54 Swoose Goose a Northrop XP-56 Black Bullet. Projekt firmy Curtiss měl na svou dobu neobvyklou kachní koncepci, tlačnou vrtuli a šípové křídlo. Stejně jako XP-54 byl Ascender původně projektován pro pohon motorem Pratt & Whitney X-1800, jehož vývoj byl ale později zrušen. Byl to první stíhací letoun firmy Curtiss s příďovým podvozkem.

## Vývoj

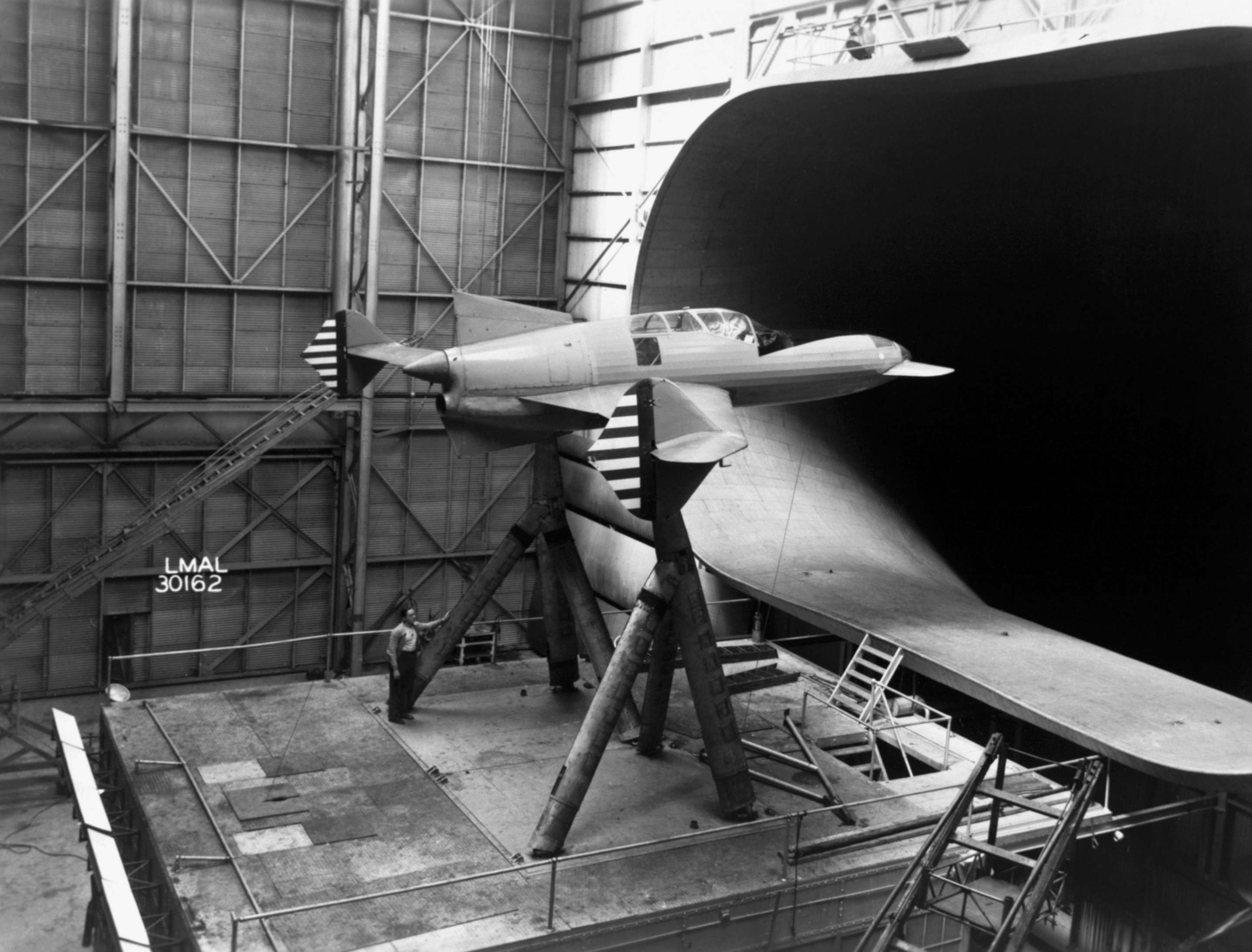
Curtiss CW-24B v letecké laboratoři Langley v Hamptonu ve Virginii (USA). Někdy bývá zaměňován s letounem Curtiss XP-55 Ascender, protože Curtiss CW-24B byl zkušebním strojem pro tento kanadský stíhací letoun. CW-24B byl lehčí letoun s trubkovou ocelovou a textilní konstrukcí, který byl testován v Langleyho tunelu 30 x 60 Full Scale.

Počátek prací na projektu a testy modelu v aerodynamickém tunelu byly USAAC objednány 22. června 1940. Firma Curtiss-Wright dostala pro projekt přiděleno označení P-55. S prvními testy ale nebylo letectvo příliš spokojeno. Curtiss-Wright proto na vlastní náklady postavil létající model ve skutečné velikosti, označený CW-24B, který provedl celkem 169 testovacích letů na základně Muroc a později byl ještě testován NACA v Langley ve Virginii. Ten měl motor Menasco C68-5 o výkonu 275 hp. Trup byl vyrobený ze svařených ocelových trubek, potažený plátnem a dřevěné křídlo. Podvozek byl příďový, zatahovací.
Nakonec ale 10. července 1942 USAAF objednalo stavbu tří prototypů. Vývoj motoru Pratt & Whitney X-1800 se neustále komplikoval a nakonec byl zrušen. Curtiss proto použil osvědčený, kapalinou chlazený dvanáctiválcový vidlicový motor Allison V-1710-95. Aby nebyl pilot při výskoku z letounu zasažen vrtulí, mohl jí odpálit pomocí nálože. Výzbroj měly tvořil dva 20 mm kanóny a dva 12,7 mm kulomety.

## Testy
První prototyp (sériové číslo 42-78845) byl dokončen 13. července 1943 ve stejné aerodynamické konfiguraci, jaká byla otestována u pokusného CW-24B. První let proběhl 19. července 1943 ze základny armádního letectva Scott Field, která se nacházela poblíž továrny Curtiss-Wright v St. Louis. Zalétání provedl J. Harvey Gray, testovací pilot firmy Curtiss. Ukázalo se, že letoun má příliš dlouhý rozjezd před startem a je nestabilní. Byla proto zvětšena plocha výškové plochy v přídi letounu a křidélka byla propojena s klapkami.
15. listopadu 1943 testoval Harvey Gray při dalším letu prvního prototypu jeho vlastnosti při ztrátě rychlosti. Letoun se náhle převrátil na záda a padal k zemi v nekontrolované obrácené vývrtce. Pilot nebyl schopen zachránit letadlo, vyskočil a první prototyp byl ztracen.
Druhý prototyp XP-55 (42-78846) byl téměř totožný s prvním. Měl opět zvětšenou přední výškovou plochu a upravená křidélka. Poprvé vzlétl 9. ledna 1944. Letové testy byly do vyšetření havárie prvního prototypu omezeny a stroj se nesměl dostat do nízkých rychlostí, aby nebyl opět ztracen.
Třetí prototyp XP-55 (42-78847) provedl první let 25. duben 1944. Byl vybaven čtyřmi kulomety a byly na něm provedeny některé změny, vycházející z testů a ztráty prvního prototypu. Ukázalo se, že vlastnosti v nízkých rychlostech mohou být výrazně zlepšeny zvětšením nosné plochy, čtyř kýlových ploch na křídle a zvětšením rozsahu předního výškového kormidla. Takto byl upraven i druhý prototyp, který mezi 16. zářím a 2. říjnem 1944 prošel oficiálními leteckými testy USAAF. Výkony XP-55 ale nebyly nijak oslnivé a často byly horší, než u konvenčních letadel, která už tehdy bojovala na frontě. Navíc už vznikaly první projekty letounů s proudovým motorem, která měla na rozdíl od pístového XP-55 velké možnosti dalšího vývoje.

## Zachovalý kus
Zatímco třetí prototyp byl zničen (a pilot zabit) 25. května 1945 během letecké přehlídky na letišti Wright Field v Daytonu v Ohiu, druhý prototyp se zachoval dodnes. Dostal se do National Air & Space Museum, součásti Smithsonian Institution ve Washingtonu D.C. V prosinci 2001 byl převezen do Air Zoo v městě Kalamazoo ve státě Michigan, kde byl restaurován. Ukázalo se, že letoun je stále v dobrém stavu a se zachovalým nátěrem. Po téměř pětiletých opravách byl letoun dlouhodobě zapůjčen do sbírek Air Zoo a od 26. května 2006 je zde vystaven.

## Specifikace

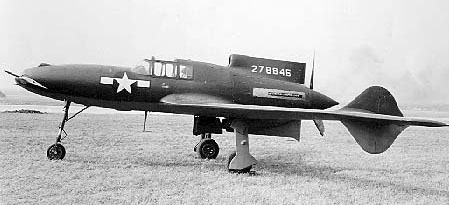
Druhý prototyp letounu Curtiss XP-55 Ascender

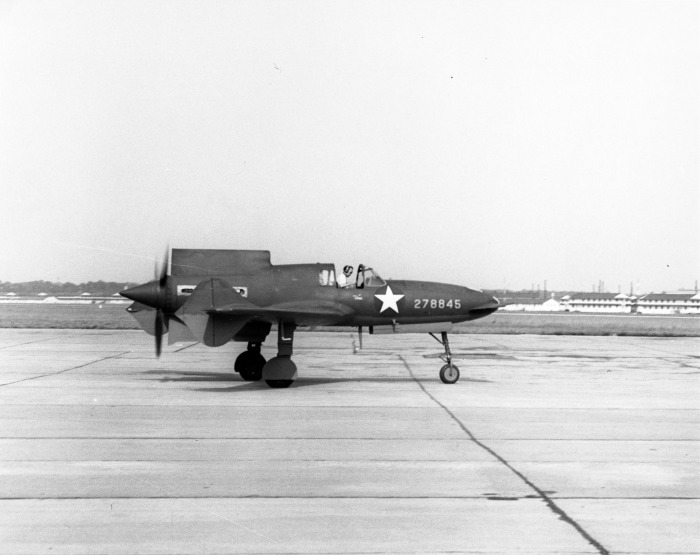
XP-55 Ascender

### Technické údaje
- Osádka: 1
- Rozpětí: 12,4 m
- Délka: 9,0 m
- Výška: 3,0 m
- Hmotnost prázdného letounu: 2882 kg
- Vzletová hmotnost: 3497 kg
- Pohonná jednotka: 1 × dvanáctiválcový vidlicový motor Allison V-1710-95
  - Výkon pohonné jednotky: 1275 hp (951 kW)

### Výkony
- Maximální rychlost: 628 km/h ve výšce 5900 m
- Dostup: 10 500 m
- Dolet: 790 km

### Výzbroj
- 2 × 20mm kanón a 2 × 12,7mm kulomet Browning
- 4 × 12,7mm kulomet (pozdější varianta)